# Philippe LaRoche
Philippe LaRoche, född den 12 december 1966 i Québec, Kanada, är en kanadensisk freestyleåkare.
Han tog OS-silver i herrarnas hopp i samband med de olympiska freestyletävlingarna 1994 i Lillehammer.